# Rodolfo Arruabarrena
Rodolfo „Vasco” Arruabarrena (ur. 20 lipca 1975 w Marcos Paz) – argentyński piłkarz grający na pozycji obrońcy.

## Kariera
Karierę rozpoczął w 1992 roku w klubie Boca Juniors. Po czterech latach odszedł do Rosario Central jednak szybko wrócił do pierwszego klubu. Po trzech sezonach wyjechał do Europy. Tu przez siedem sezonów bronił z sukcesami barw hiszpańskiego Villarreal C.F. Dotarł z tym klubem do półfinału Ligi Mistrzów. Po siedmiu latach na El Madrigal opuścił Hiszpanię dla Grecji. Od 2007 do 2008 roku grał w AEK Ateny. Został sprowadzony za 800 000 euro. W 2008 przeszedł do ojczystego Club Atlético Tigre.
Pierwszy mecz w kadrze narodowej Argentyny rozegrał już w 1994 roku, ale od wyjazdu do Europy już ani razu. Łącznie od 1994 roku do 2000 rozegrał sześć spotkań w drużynie narodowej nie zdobywając bramki. Kibice nazywają go El Vasco. Posiada paszport argentyński i hiszpański.

## Sukcesy
- Primera División (Argentyna): Apertura i Clausura 1998 z Boca Juniors
- Primera División (Argentyna): Apertura i Clausura 1999 z Boca Juniors
- Copa Libertadores 2000 z Boca Juniors
- Copa de Oro Sudamericana 1993 z Boca Juniors
- Półfinał Ligi Mistrzów 2005/2006 z Villarreal C.F.